# Соколівська сільська рада (Хмільницький район)
| Соколівська сільська рада — колишній орган місцевого самоврядування у Хмільницькому районі Вінницької області з адміністративним центром у с. Соколова. Сільській раді підпорядковані населені пункти: - с. Соколова |

## Склад ради
Рада складається з 12 депутатів та голови.

## Керівний склад сільської ради
| ПІБ                          | Основні відомості                                                    | Дата обрання | Дата звільнення |
| ---------------------------- | -------------------------------------------------------------------- | ------------ | --------------- |
| Бронюк Віталій Миколайович   | Сільський голова, 1953 року народження, освіта, член народної партії | 26.03.2006   | 31.10.2010      |
| Кальянова Ніна Володимирівна | Сільський голова, 1960 року народження, освіта вища, позапартійна    | 31.10.2010   |                 |

Примітка: таблиця складена за даними джерела